# Дракула (телесеріал, 2020)
«Дракула» (англ. Dracula) — британський телесеріал у жанрі жахів і драми, заснований на однойменному романі Брема Стокера. Творцями серіалу є Марк Ґетісс і Стівен Моффат, відомі роботою над телесеріалами «Доктор Хто» і «Шерлок». Головну роль графа Дракули виконує Клас Банг. Прем'єра серіалу відбулсь 1 січня 2020 року на телеканалі BBC One і 4 січня — на стріминг-сервісі Netflix.

## Сюжет
Трансильванія, 1897 рік. Дракула, граф-кровопивця, будує грандіозні плани по захопленню вікторіанського Лондона.

## У ролях
| Актор                | Роль                                                                     |
| -------------------- | ------------------------------------------------------------------------ |
| Клас Банг            | граф Дракула                                                             |
| Доллі Веллс          | Агата Ван Гелсінг, сестра Абрагама ван Хелсінга / доктор Зої Ван Гелсінг |
| Джон Хеффернан       | Джонатан Харкер                                                          |
| Морвед Кларк         | Міна Харкер                                                              |
| Джоанна Скенлан      | мати-настоятелка                                                         |
| Луїза Ріхтер         | Єлена                                                                    |
| Джонатан Аріс        | капітан Соколов                                                          |
| Саша Дхаван          | доктор Шарма                                                             |
| Нейтан Стюарт-Джарет | Адіса                                                                    |
| Клайв Расселл        | Валентин                                                                 |
| Кетерін Шелл         | герцогиня Валерія                                                        |
| Юссеф Керкур         | Олгарен                                                                  |
| Патрік Волш Макбрайд | лорд Рівен                                                               |
| Семюел Бленкін       | Петро                                                                    |
| Алек Утгофф          | Абрамофф                                                                 |
| Наташа Радскі        | мати                                                                     |
| Лідія Вест           | Люсі Вестенра                                                            |
| Меттью Бірд          | Джек Сьюард                                                              |
| Марк Ґетісс          | Френк Ренфілд                                                            |
| Шанель Крессвелл     | Кетлін                                                                   |
| Ліндсі Маршал        | Блоксэем                                                                 |
| Пол Бреннен          | коммандер Ірвінг                                                         |
| Джон Маккрі          | Зев                                                                      |
| Філ Данстер          | Квінсі Морріс                                                            |